# Ähre

Ähre bezeichnet in der Botanik einen Blütenstandstyp mit gestreckter Hauptachse, an der ungestielte Einzelblüten sitzen.

## Aufbau
Eine Ähre (Spica) ist ein unverzweigter Blütenstand mit einer gestreckten Hauptachse, der Ährenspindel (Rhachis spicae). Ist diese Hauptachse fleischig verdickt, spricht man von einem Kolben (Spadix). Die Einzelblüten sitzen bei einer Ähre ungestielt an der Spindel. Bei den meisten Ähren blühen die untersten Blüten als erste auf (Basitonie).

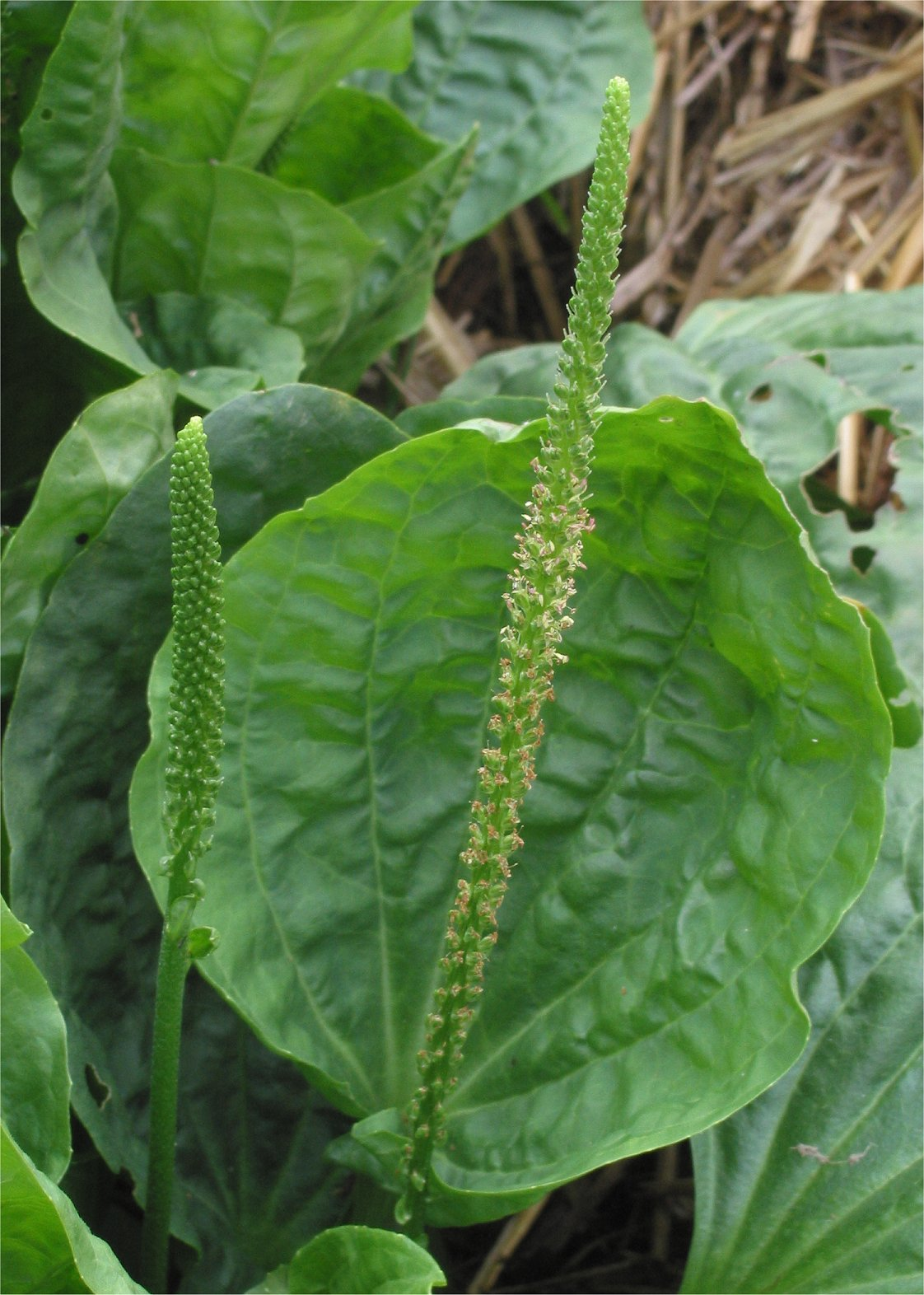
Ähre des Breitwegerich
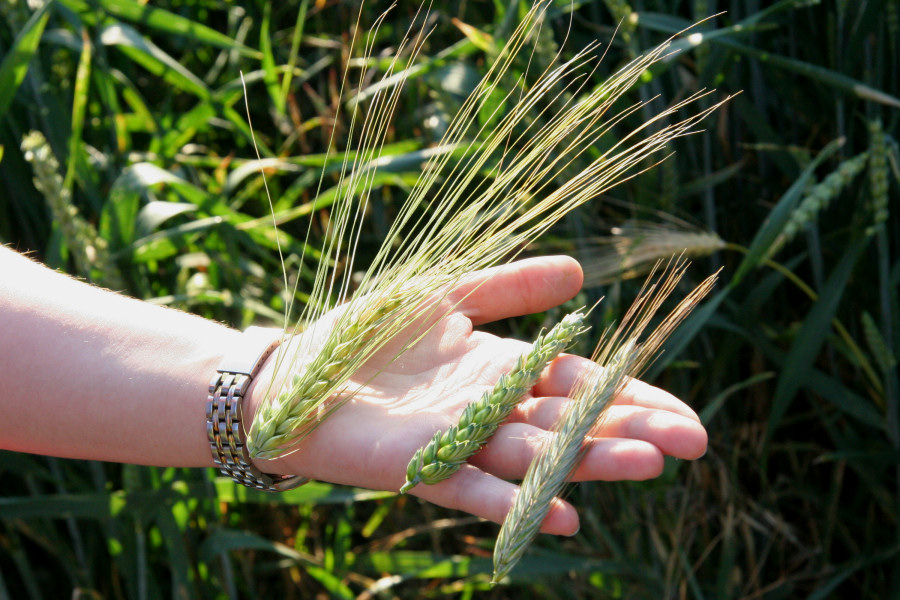
Getreideähren
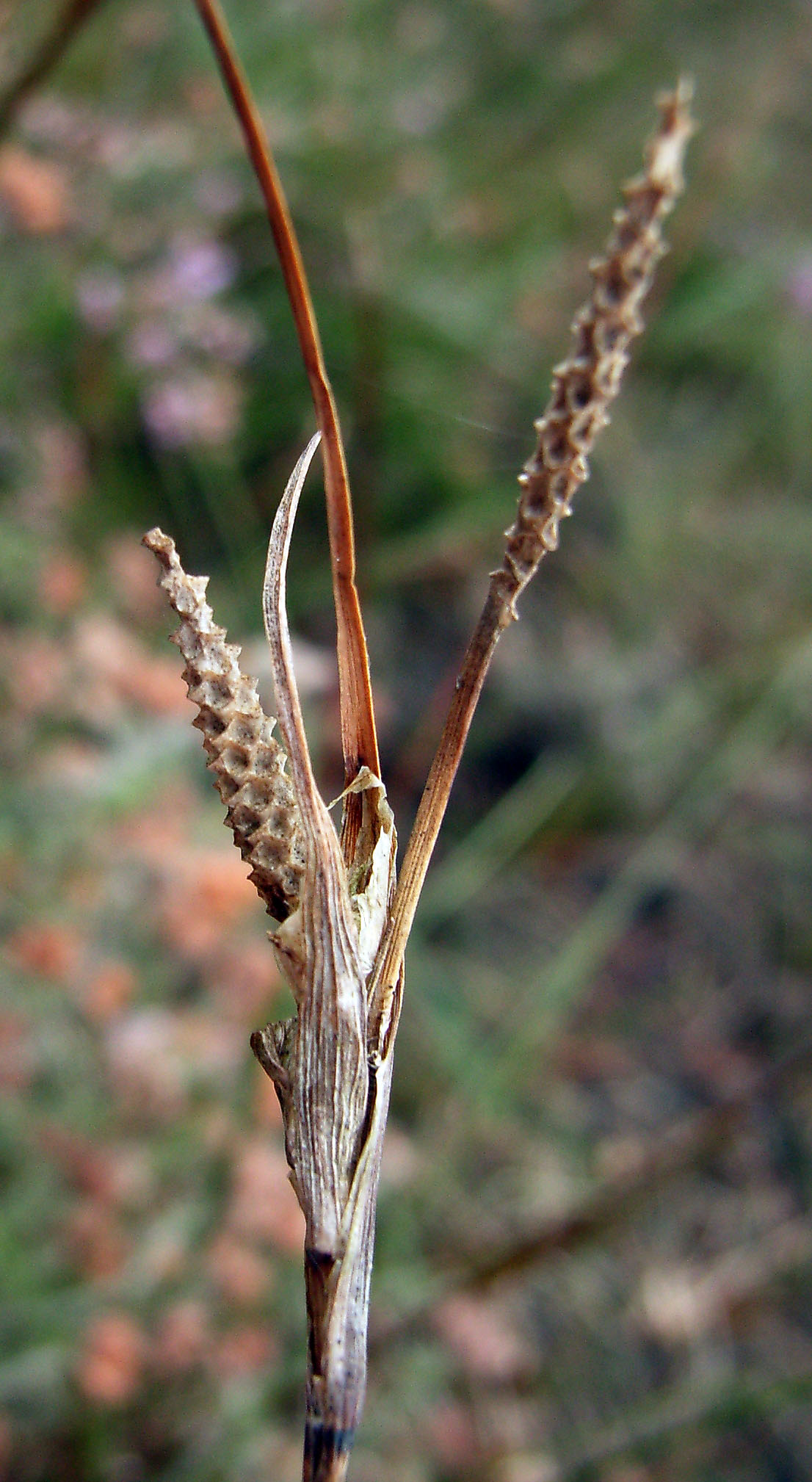
Die Ährenspindel des Schmalblättrigen Wollgrases

## Abwandlungen vom Grundbauplan
Vereinzelt treten Übergangsformen zur Traube auf, die durch gestielte Blüten gekennzeichnet sind. So finden sich etwa in der Gattung der Drehwurzen an den unteren Blüten undeutlich ausgebildete Blütenstiele.
Bei Süß- und Sauergräsern sitzen Ährchen anstelle der Einzelblüten.

## Doppelähre
Die Doppelähre ist ein zusammengesetzter Blütenstand, der sich von dem einfachen Blütenstand der Ähre ableitet, indem die Einzelblüten dieses einfachen Blütenstands jeweils durch einen Blütenstand desselben Typs ersetzt sind.